# Julius Schmid (Maler, 1901)
Julius Schmid (* 8. Juni 1901 in Biberach an der Riß; † 16. August 1965 ebenda) war ein oberschwäbischer Maler.

## Leben
Julius Schmid entstammte einer Familie, in der Kunst und Malerei eine große Rolle spielten. Bereits sein Großvater Johann Jakob Schmid erlernte das Malen von dem Biberacher Künstler Johann Baptist Pflug und widmete sich während seines Schaffens bevorzugt der Vogelmalerei. Auch der Vater von Julius Schmid ließ sich in der Malerei ausbilden und verdiente als Malermeister mit eigenem Betrieb seinen Lebensunterhalt.
Julius Schmid selbst absolvierte zunächst bei seinem Vater eine Lehre als Maler. Es folgte Zeichenunterricht als Privatschüler bei dem schwäbischen Maler Robert Haag. Im Jahr 1923 wechselte er an die Stuttgarter Kunstgewerbeschule und studierte dort bei Gustav Jourdan. Aufgrund des frühen Todes des Vaters, übernahm Julius Schmid 1925 dessen Malerbetrieb. Neben der Aufrechterhaltung des Betriebs arbeitete er zudem in den Jahren 1931 bis 1939 als Lehrkraft für Zeichnen an der gewerblichen Berufsschule in Biberach und wurde ab dem Jahr 1935 zum Berater der städtischen Farbkommission in Biberach berufen.
Als der Zweite Weltkrieg begann, wurde Julius Schmid am 1. September 1939 zur Schutzpolizei als Hauptwachtmeister einberufen. Während des Russlandfeldzugs, versuchte er in seiner Malerei die Stimmung und die Weite des Landes festzuhalten. Im damaligen russischen Industriegebiet des Donezbeckens (Ukraine) entstand eine Serie kleinformatiger Aquarell- und Ölbilder.
Am 12. April 1945 wurden das Wohnhaus und die Malerwerkstätte von Schmid in der Ulmer-Tor-Straße in Biberach durch einen Luftangriff durch die Franzosen schwer beschädigt. Daher entschied er sich nach seiner Kriegsrückkehr 1946, als freischaffender Künstler zu arbeiten. In dieser Zeit entstand eine Vielzahl von Hegau- und Bodenseebildern.
In den ersten Nachkriegsjahren übernahm er außerdem einige öffentliche Aufgaben. Er war verantwortlich für den Wagenbau und die Kostümentwürfe des historischen Festzugs des Biberacher Schützenfests. Später folgte auch der Bau des Bühnenbildes beim Schützentheater. 1956 wurde er Mitglied des Ausschusses der Städtischen Sammlungen. Als stellvertretender Leiter des Braith-Mali-Museums der Stadt Biberach trieb er die Inventarisierung des Museums voran.
Im August 1965 verstarb Julius Schmid mit 64 Jahren an Nierenkrebs.

## Werk
In seiner Kunst widmete er sich vor allem der Natur in Blumenstillleben und Landschaftsbildern. Dabei hielt er vorwiegend die Oberschwäbische Landschaft, wie beispielsweise die Bodenseeregion, den Rhein sowie das Biberacher Umland, in seinen Ansichten fest. Außerdem malte er eine Vielzahl von Gebirgsbildern in der Schweiz und Österreich.
Seine Kunst verpflichtete sich der Realismus-Tradition des 19. Jahrhunderts. Möglichkeiten zur Interpretation oder symbolischen Deutung, wie beispielsweise verwelkte Blüten im Sinne eines Vanitas- oder Memento-mori-Motivs, sind nicht gegeben. Gegenstand und Farbe sind naturgetreu und nicht expressiv ausgedrückt. Seine Frühwerke sind dunkeltonig mit vielen Braun- und Violetttönen. In späteren Werken spielen Licht, Atmosphäre und Spiegelungen eine bedeutende Rolle. In seiner Heimatstadt Biberach führte Julius Schmid außerdem mehrere baugebundene Arbeiten aus, wie beispielsweise das Sgraffito am Komödienhaus.
Seit 1921 stellte Julius Schmid regelmäßig seine Werke aus. Ausstellungen waren u. a. zu sehen in Biberach, Stuttgart, Friedrichshafen, Wangen und Ehingen. Das Braith-Mali-Museum der Stadt Biberach veranstaltete im Jahr 2001 eine Gedächtnis-Ausstellung seiner Bilder zum 100. Geburtstag.